# 緣厚情摯
緣厚情摯，是日本純種競賽馬匹，競賽生涯活躍於中長途賽事，主要勝利包括2020年京都新聞盃、2021年福伊錦標及於2021和2022年連霸阪神大賞典。

## 出賽前
2017年2月18日出生於北海道新冠町村田牧場，成長途中於拍賣會上被馬主前田幸治以1782萬日圓購入，所有權歸於其弟前田晉二擁有。
其後交由栗東訓練中心練馬師大久保龍志訓練。

## 競賽生涯

### 2歲
2019年10月13日出戰京都競馬場2歲新馬戰，稍為變奏之下於直路處於先頭位置，但未能繼續加速下取得第三。
其後出戰2歲未勝利戰，保持穩定姿態於中團位置下在直路成功加速衝出，最終超越對手取首勝。

### 3歲
進入2020年，其於年初出戰捷馬戰分別取得第六及第二。
其後越級挑戰一級賽皋月賞，由於主戰騎師和田龍二被罰停賽，改由橫山典弘策騎，然而於比賽途中採用先行戰術下於進入直路後逐步失速，最終以第十大敗。
2星期後隨即挑戰京都新聞盃，賽前取得第四人氣。比賽開始後，其以緊盯大熱門頌讚角宿的方式推進，並於比賽途中一直維持於約莫第五、六的位置。進入直路後，其於中檔位置徐徐加速，於最後200米進入狀態下透出超越頌讚角宿，並繼續和外檔上前的剛毅精神展開纏鬥。最終，於緣厚情摯成功堅守位置的情況下，其以頸位擊敗對手取得首個分級賽冠軍。
贏得京都新聞盃後出戰東京優駿（日本打吡），比賽途中選擇於第四的位置逐步推進，然而於進入直路後未能進一步加速，最終以第五落敗。
進入秋季後，其以神戶新聞盃作為起動戰，比賽初段繼續採用先行戰術下於第三彎道時候仍然未能進入狀態，最終於直路上反應不佳下無法順利加速以第四落敗。
10月25日出戰菊花賞，比賽途中維持於先頭第五的位置，於第二圈通過第三彎道前開始加速前進，並於最後彎道進佔第二的位置。進入直路後，其採取動作開始加速，可惜未能最大程度開步之下以維持均速的姿態前進，最終被纏鬥的鐵鳥翱天及大哲學家超越，亦被里見旗幟趕過取得第四。

### 4歲
2021年其以中山金盃作為首戰，然而一直未能於後方加速突破下以第十四大敗。
其後出戰阪神大賞典，於比賽途中維持於先頭約莫第四左右的位置下，第二圈第四彎道前逐步推進並進佔領先位置。進入直路後，其迅速採取行動加速，一早彈離對手之下不斷拉開和後方的距離，最終以5馬位優勢戰勝笑一笑取得冠軍。

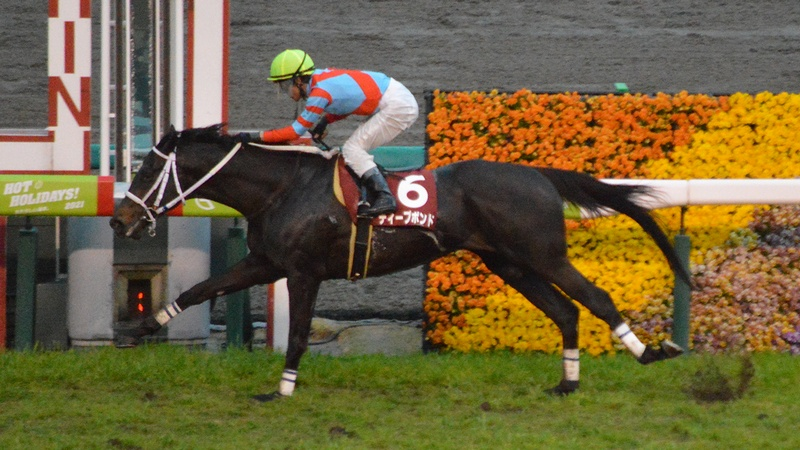
出戰阪神大賞典的緣厚情摯

5月1日出戰春季天皇賞，因制霸前哨戰而取得第一人氣。比賽開始後，其仍然採取先行戰術維持於約莫第三、四左右的位置，於比賽途中以較為沉穩的姿態推進。進入直路後，其逐步加速之下雖然可以迫近並超越率先衝出的機伶金花，但未能壓制同樣位置的世界首映之下以3/4馬位差距落敗。
進入秋季後，陣營決定安排其出戰凱旋門大賽，並於9月12日率先出戰二級賽福伊錦標作為熱身。比賽開始後，其以優秀的反應搶佔領放位置，一路帶領後方的賽駒展開推進。進入直路後，其仍然於前方保持莫大的優勢，最終成功於最後400米處確保自身的領先，成功阻止後方波爾明的追擊下以1 1/2馬位率先衝線，成為神鷹及黃金巨匠後第三匹勝出此賽事的日本馬。
10月3日正式出戰凱旋門大賽，無法搶佔領放位置下選擇於先頭步推推進，但於直路上不斷失速下沉底，最終以包尾第十四大敗。
回國稍為休養後以有馬紀念作為目標，比賽初段選擇於前方位置等待時機，並一直維持穩定啲其節奏。進入直路後，其於中內欄位置展開加速強襲並一度迫近領先的樂透心，可惜於對手調整狀態再度加速後被稍為壓制，落後3/4馬位取得第二。

### 5歲
2022年繼續以上年度的戰線行進，於3月20日出戰阪神大賞典作為首戰。比賽開始後，其於中團位置緩慢追走並稍為抽出外檔，於通過最後彎道時候於外檔位置大幅加速望空。進入直路後，其仍然維持過彎時的姿態繼續衝刺，最終跑出優秀的末腳速度下成功於最後關頭超越透出的鐵甲巴魯，以3/4馬位優勢連霸此賽事。
5月1日再度挑戰春季天皇賞，賽前取得第一人氣。比賽開始後，縱然其處於第18檔大外檔起步，但其仍然主動進佔先頭的位置推進，並於比賽途中稍為向前尋找位置。進入直路後，其於先頭第三的位置展開追擊，雖然於中段成功超越帝王級，但最終仍然未能對前方領放的領銜造成威脅，最終以7馬位差距取得第二。
其後出戰寶塚紀念，本次比賽繼續採取先行策略，但於直路上的表現未如理想下無法對其他對手造成威脅，最終敗於領銜、滂薄無比及謀勇兼備取得第四。

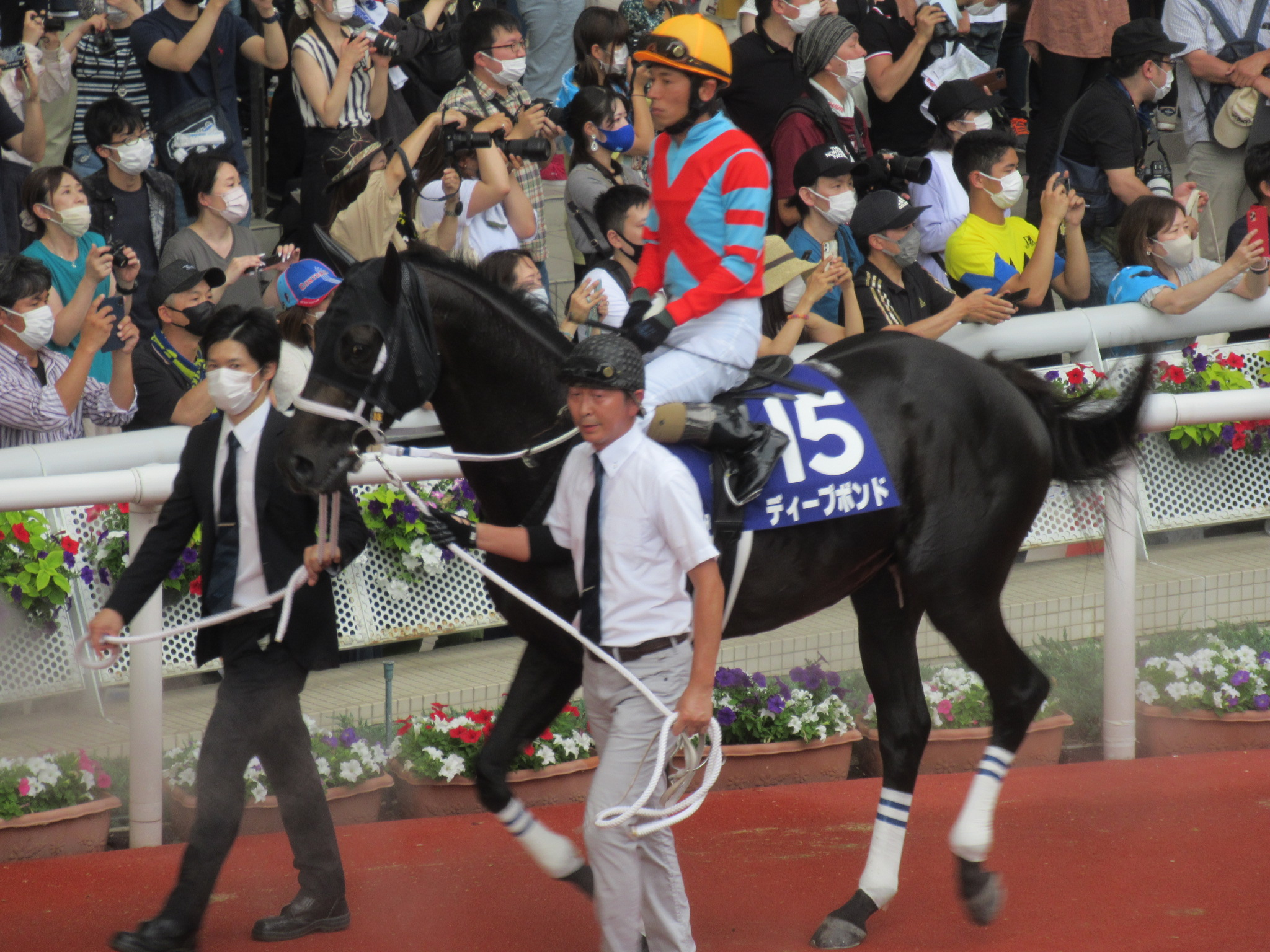
寶塚紀念沙圈

進入秋季其再度出戰凱旋門大賽，改由川田將雅策騎，然而以第十四大敗，回國後繼續以有馬紀念作為目標，但由於主戰騎師和田龍二選擇其主戰馬強大必勝，因而再次由川田將雅代打策騎，只僅跑獲第八。

### 6歲
2023年第三年以阪神大賞典作為目標並尋求三連霸，但於直路上錯失加速時機下僅能以均速衝刺，最終以第五落敗。
其後出戰春季天皇賞，比賽初段維持於第五的位置下於途中逐步加速進佔第三的位置，並於直路入口一度取得領先。進入直路後，其嘗試於內欄位置繼續加速以維持自身的優勢，但最終被勢頭猛烈的駿天宮超越下以2馬位落敗得亞軍。縱然其未能取得勝利，但其於同一場一級賽中連續三年取得亞軍不失為一個紀錄。另外，憑借此次比賽跑獲第二的戰績，其累積獎金超越京都城及優秀素質，成為日本賽駒內累積獎金最高的一級賽未勝利馬。
其後和上年度一樣挑戰寶塚紀念，選擇於中團位置推進下未能在直路展開明顯的加速，最終以第五完賽。
入秋後出戰京都大賞典，比賽途中保持於中後方位置等待時機，於進入直路後隨即中外檔位置不斷加速衝刺，最終僅未能超越前方一早佔盡優勢的草如茵及皇庭譜曲取得季軍。
其後挑戰秋季古馬三冠的後兩冠日本盃及有馬紀念，但分別以第十及第十五大敗。

### 7歲
2024年第四度以阪神大賞典作為首戰，但表現未如上年般優勢，最終僅跑獲第七的戰績。
4月28日出戰春季天皇賞，改由新主戰騎師幸英明策騎。比賽初段搶佔先頭位置下保持於領放馬摩天威獅後方推進，於大部份時間均以緊盯對手的方式前進。通過最後彎道時，其開始發力加速並取代摩天威獅成為領頭馬，並於直路前段繼續保持自身的優勢。然而於直路中段，其逐漸力弱下被衝出的帝王級超越，後續再被外檔來襲的響號追過，最終以第三的戰績完賽。
6月出戰寶塚紀念，然而於比賽途中甚少有加速的傾向，最終以第七落敗。
入秋後出戰京都大賞典作為調整，比賽初段採用自身擅長的先行戰術，維持於前方約莫第四、五左右，並保持於草如茵外側的位置。進入直路後，其隨即發力並於中檔位置稍為透出，並逐步堅守自身的優勢，可惜於終點線前仍然被衝出的玫瑰騎士超越，以鼻位憾負。
其後跳過日本盃直接出戰年末的有馬紀念，比賽初段選擇搶前並進佔先頭位置，於通過第一次終點過後維持於外疊的位置等待時機。然而進入直路後，其未能順利維持速度堅守於前方的位置，最終不斷後退下以第十三落敗。
賽後，陣營宣佈將安排其退役。

### 詳細賽績
| 日期       | 舉辦國家 | 馬場     | 距離   | 級別 | 賽事名稱   | 負重 | 騎師     | 馬號 | 出馬 | 名次 | 時間    | 頭馬（二馬）  |
| ---------- | -------- | -------- | ------ | ---- | ---------- | ---- | -------- | ---- | ---- | ---- | ------- | ------------- |
| 13/10/2019 | 日本     | 京都     | 草2000 |      | 2歲新馬    | 55   | 和田龍二 | 14   | 15   | 3    | 2:03.5  | Kimuken Dream |
| 3/11/2019  | 日本     | 京都     | 草2000 |      | 2歲未勝利  | 55   | 和田龍二 | 9    | 10   | 1    | 2:01.1  | （鐵甲巴魯）  |
| 5/1/2020   | 日本     | 京都     | 草2000 |      | 福壽草特別 | 56   | 和田龍二 | 6    | 7    | 6    | 2:04.9  | 最優異        |
| 4/4/2020   | 日本     | 阪神     | 草2400 |      | 杜鵑花賞   | 56   | 和田龍二 | 3    | 8    | 2    | 2:27.5  | 飛如鳥        |
| 19/4/2020  | 日本     | 中山     | 草2000 | GI   | 皋月賞     | 57   | 横山典弘 | 6    | 18   | 10   | 2:02.1  | 鐵鳥翱天      |
| 9/5/2020   | 日本     | 京都     | 草2200 | GII  | 京都新聞盃 | 56   | 和田龍二 | 6    | 13   | 1    | 2:11.7  | （剛毅精神）  |
| 31/5/2020  | 日本     | 東京     | 草2400 | GI   | 東京優駿   | 57   | 和田龍二 | 13   | 18   | 5    | 2:25.0  | 鐵鳥翱天      |
| 27/9/2020  | 日本     | 中京     | 草2200 | GII  | 神戶新聞盃 | 56   | 和田龍二 | 11   | 18   | 5    | 2:13.0  | 鐵鳥翱天      |
| 25/10/2020 | 日本     | 京都     | 草3000 | GI   | 菊花賞     | 57   | 和田龍二 | 8    | 18   | 4    | 3:06.2  | 鐵鳥翱天      |
| 5/1/2021   | 日本     | 中山     | 草2000 | GIII | 中山金盃   | 56   | 和田龍二 | 11   | 17   | 14   | 2:02.0  | 滂薄無比      |
| 31/3/2021  | 日本     | 阪神     | 草3000 | GII  | 阪神大賞典 | 56   | 和田龍二 | 6    | 13   | 1    | 3:07.3  | （笑一笑）    |
| 2/5/2021   | 日本     | 阪神     | 草3200 | GI   | 春季天皇賞 | 58   | 和田龍二 | 12   | 17   | 2    | 3:14.8  | 世界首映      |
| 12/9/2021  | 法國     | 巴黎隆尚 | 草2400 | GII  | 福伊錦標   | 58   | 杜滿樂   | 2    | 6    | 1    | 2:31.82 | （波爾明）    |
| 3/10/2021  | 法國     | 巴黎隆尚 | 草2400 | GI   | 凱旋門大賽 | 59.5 | 巴米高   | 2    | 14   | 14   | 2:44.83 | 驚世詩才      |
| 26/12/2021 | 日本     | 中山     | 草2500 | GI   | 有馬紀念   | 57   | 和田龍二 | 5    | 16   | 2    | 2:32.1  | 樂透心        |
| 20/3/2022  | 日本     | 阪神     | 草3000 | GII  | 阪神大賞典 | 57   | 和田龍二 | 11   | 13   | 1    | 3:05.0  | （鐵甲巴魯）  |
| 1/5/2022   | 日本     | 阪神     | 草3200 | GI   | 春季天皇賞 | 58   | 和田龍二 | 18   | 18   | 2    | 3:17.3  | 領銜          |
| 26/6/2022  | 日本     | 阪神     | 草2200 | GI   | 寶塚紀念   | 58   | 和田龍二 | 15   | 17   | 4    | 2:10.3  | 領銜          |
| 2/10/2022  | 法國     | 巴黎隆尚 | 草2400 | GI   | 凱旋門大賽 | 59.5 | 川田將雅 | 6    | 20   | 18   | 2:42.88 | 登山英雌      |
| 25/12/2022 | 日本     | 中山     | 草2500 | GI   | 有馬紀念   | 57   | 川田將雅 | 16   | 16   | 8    | 2:33.6  | 春秋分        |
| 19/3/2023  | 日本     | 阪神     | 草3000 | GII  | 阪神大賞典 | 58   | 和田龍二 | 13   | 14   | 5    | 3:06.6  | 駿天宮        |
| 30/4/2023  | 日本     | 京都     | 草3200 | GI   | 春季天皇賞 | 58   | 和田龍二 | 7    | 17   | 2    | 3:16.5  | 駿天宮        |
| 25/6/2023  | 日本     | 阪神     | 草2200 | GI   | 寶塚紀念   | 58   | 和田龍二 | 10   | 17   | 5    | 2:11.6  | 春秋分        |
| 9/10/2023  | 日本     | 京都     | 草2400 | GII  | 京都大賞典 | 57   | 和田龍二 | 4    | 14   | 3    | 2:25.4  | 草如茵        |
| 26/11/2023 | 日本     | 東京     | 草2400 | GI   | 日本盃     | 58   | 和田龍二 | 14   | 18   | 10   | 2:23.6  | 春秋分        |
| 24/12/2023 | 日本     | 中山     | 草2500 | GI   | 有馬紀念   | 58   | 馬昆     | 6    | 16   | 15   | 2:32.4  | 勝局在望      |
| 17/3/2024  | 日本     | 阪神     | 草3000 | GII  | 阪神大賞典 | 57   | 岩田望來 | 12   | 15   | 7    | 3:08.1  | 帝王級        |
| 28/4/2024  | 日本     | 京都     | 草3200 | GI   | 春季天皇賞 | 58   | 幸英明   | 6    | 17   | 3    | 3:14.6  | 帝王級        |
| 23/6/2024  | 日本     | 京都     | 草2200 | GI   | 寶塚紀念   | 58   | 幸英明   | 5    | 13   | 7    | 2:12.9  | 響號          |
| 6/10/2024  | 日本     | 京都     | 草2400 | GII  | 京都大賞典 | 57   | 幸英明   | 11   | 7    | 2    | 2:22.9  | 玫瑰騎士      |
| 22/12/2024 | 日本     | 中山     | 草2500 | GI   | 有馬紀念   | 58   | 幸英明   | 9    | 15   | 13   | 2:33.3  | 蕾麗宮        |

### 退役後
退役後，緣厚情摯並未入種，而是於京都競馬場休養，作為儀仗馬使用。

## 血統簡介
父系高情厚意爲日本賽駒，生涯戰績優秀，曾勝出一級賽東京優駿（日本打吡），亦贏得法國二級賽尼爾錦標。父系大震撼爲日本賽駒，爲日本賽馬史上第二匹無敗三冠馬，生涯出戰十四場賽事僅得兩場未能勝出，退役後配種成績亦極爲優秀。
母系Zephyranthes為日本賽駒，生涯僅勝出條件戰。外祖父爲2000年高松宮紀念冠軍、被譽爲98黃金世代之一的帝皇光輝。

### 血統表
| 父線：週日寧靜系（Halo系）                         |                              |                  |                 |
| 種馬 高情厚意 2010年（棕色）                       | 大震撼 2002年（棗色）        | 週日寧靜         | Halo            |
| 種馬 高情厚意 2010年（棕色）                       | 大震撼 2002年（棗色）        | 週日寧靜         | Wishing Well    |
| 種馬 高情厚意 2010年（棕色）                       | 大震撼 2002年（棗色）        | 風中秀髮         | Alzao           |
| 種馬 高情厚意 2010年（棕色）                       | 大震撼 2002年（棗色）        | 風中秀髮         | Burghclere      |
| 種馬 高情厚意 2010年（棕色）                       | Catequil 1990年（棗色）      | 雷貓             | 雷鳥            |
| 種馬 高情厚意 2010年（棕色）                       | Catequil 1990年（棗色）      | 雷貓             | Terlingua       |
| 種馬 高情厚意 2010年（棕色）                       | Catequil 1990年（棗色）      | Pacific Princess | Damascus        |
| 種馬 高情厚意 2010年（棕色）                       | Catequil 1990年（棗色）      | Pacific Princess | Fiji            |
| 繁殖雌馬 Zephyranthes 2008年（黑色）               | 帝皇光輝 1995年（棗色）      | 勇舞             | 利法爾          |
| 繁殖雌馬 Zephyranthes 2008年（黑色）               | 帝皇光輝 1995年（棗色）      | 勇舞             | Navajo Princess |
| 繁殖雌馬 Zephyranthes 2008年（黑色）               | 帝皇光輝 1995年（棗色）      | Goodbye Halo     | Halo            |
| 繁殖雌馬 Zephyranthes 2008年（黑色）               | 帝皇光輝 1995年（棗色）      | Goodbye Halo     | Pound Foolish   |
| 繁殖雌馬 Zephyranthes 2008年（黑色）               | Mogami Hime 1992年（深棗色） | Cacoethes        | 雅力達          |
| 繁殖雌馬 Zephyranthes 2008年（黑色）               | Mogami Hime 1992年（深棗色） | Cacoethes        | Careless Notion |
| 繁殖雌馬 Zephyranthes 2008年（黑色）               | Mogami Hime 1992年（深棗色） | Mogami Point     | 丸善斯基        |
| 繁殖雌馬 Zephyranthes 2008年（黑色）               | Mogami Hime 1992年（深棗色） | Mogami Point     | Point Maker     |
| 雌系：號族：1-b                                    |                              |                  |                 |
| 五代內近親交配：Halo 4×4、利法爾 5×4、北地舞人 5×5 |                              |                  |                 |

## 命名由來
名字Deep Bond（ディープボンド）意思為：「深厚的羈絆」，聯想至父系高情厚意的名字，香港則取其意，以「緣厚情摯」作為翻譯。

## 外部連結
- 緣厚情摯 netkeiba.com （页面存档备份，存于）
- 血統表 （页面存档备份，存于）